# Pinđur
Pinđur je vrsta začinjenoga namaza popularnoga u kuhinjama naroda jugoistočne Europe. 
Sličan je ajvaru, ali se razlikuje po tome što mu je glavni sastojak plavi patlidžan, a ne paprika. Sprema se u drvenom avanu (vrsta okrugle drvene posude) od češnjaka (posebno izlupanog u avanu drvenim tučkom), pečenih paprika, pečene rajčice i pečenoga patlidžana, tako što se drvenim tučkom dobro izlupa, zatim pomiješa dobro poulji i posoli.
U usporedbi s ajvarom, okus pinđura je nešto blaži jer rajčica svojom svježom, blago kiselom aromom ublažava okus pečene paprike, dok ga češnjak čini aromatičnijim. I tekstura im je različita, ajvar je nešto gušći od pinđura, pa iako se oba mogu namazati na kruh ili poslužiti kao prilozi, kao sastojci tijekom kuhanja ajvar i pinđur imaju svaki svoju preporučenu uporabu.
Najčešći dodaci pinđuru su: paprika, rajčica, crveni luk, sol, šećer i drugi začini.